# Delphacodes fuscovaria
Delphacodes fuscovaria är en insektsart som först beskrevs av William Lucas Distant 1917.  Delphacodes fuscovaria ingår i släktet Delphacodes och familjen sporrstritar. Inga underarter finns listade i Catalogue of Life.